# 迪奥尔
迪奥尔（法語：Diors，法語發音：[djɔʁ] ⓘ）是法国安德尔省的一个市镇，位于该省中东部，属于沙托鲁区。

## 地理
迪奥尔（46°49'35"N, 1°48'53"E）面积25.44 平方千米，位于法国中央-卢瓦尔河谷大区安德尔省，该省份为法国中部省份，北起卢瓦-谢尔省，西北接安德尔-卢瓦尔省，西南接维埃纳省，南至克勒兹省和上维埃纳省，东临谢尔省。
与迪奥尔接壤的市镇（或旧市镇、城区）包括：代奥勒、埃特勒谢、马龙、蒙捷绍姆、讷维帕尤、圣福斯特。

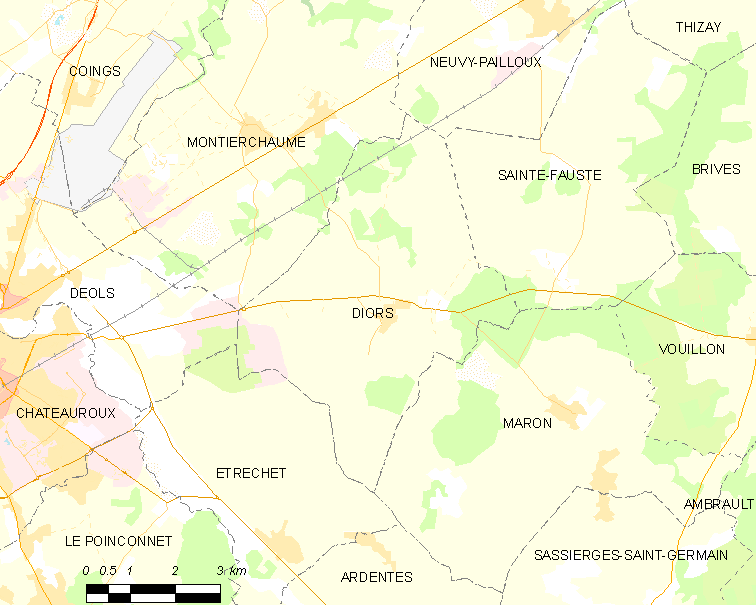
迪奥尔的OSM定位图

迪奥尔的时区为UTC+01:00、UTC+02:00（夏令时）。

## 行政
迪奥尔的邮政编码为36130，INSEE市镇编码为36064。

## 政治
迪奥尔所属的省级选区为阿尔当特县。

## 人口

1962-2008年间迪奥尔人口变化图示

迪奥尔于2022年1月1日时的人口数量为755人。